# Kibawe, Bukidnon
Kibawe là một đô thị hạng 4 ở tỉnh Bukidnon, Philippines. Theo điều tra dân số năm 2000, đô thị này có dân số 32.955 người trong 6.413 hộ.

## Các đơn vị hành chính
Kibawe được chia thành 23 barangay.
| - Balintawak - Cagawasan - East Kibawe (Pob.) - Gutapol - Pinamula - Kiorao - Kisawa - Labuagon - Magsaysay - Marapangi - Mascariñas - Natulongan | - New Kidapawan - Old Kibawe - Romagooc - Sampaguita - Sanipon - Spring - Talahiron - Tumaras - West Kibawe (Pob.) - Bukang Liwayway - Palma |

## Người nổi tiếng
Đây là quê hương của võ sĩ quyền anh nổi tiếng Manny Pacquiao.